# Ohsumi Regio
L'Ohsumi Regio è una struttura geologica della superficie di 25143 Itokawa.